# Sankt Anton im Montafon
Sankt Anton im Montafon é um município da Áustria, situado no distrito de Bludenz, na estado de Vorarlberg. Tem 3,39 km² de área e sua população em 2019 foi estimada em 699 habitantes.